# Lea Heidbreder
Lea Marie Heidbreder (* 26. März 1991 in Bielefeld) ist eine deutsche Politikerin (Bündnis 90/Die Grünen). Sie wurde bei der Landtagswahl in Rheinland-Pfalz 2021 über die Landesliste in den rheinland-pfälzischen Landtag gewählt.

## Leben
Heidbreder studierte von 2010 bis 2014 Psychologie (B.Sc.) an der Universität Kassel. Von 2014 bis 2016 folgte ein Master-Studium der Psychologie in Arbeit, Bildung und Gesellschaft (M.Sc.) an der Friedrich-Schiller-Universität Jena. Von November 2016 an war sie Wissenschaftliche Mitarbeiterin und Doktorandin der Graduiertenakademie Bildung-Mensch-Umwelt an der Universität Koblenz-Landau. Ihre Doktorarbeit zum Thema Mitigation of plastic consumption schloss sie im Februar 2021 ab.

## Politik
Von 2010 bis 2016 gehörte sie der GRÜNE Hochschulgruppe Kassel an. Davon war sie ein Jahr AStA-Vorsitzende und Referentin für Ökologie und Mobilität. 2012 war sie Vorsitzende des AStA der Universität Kassel. Seit 2013 ist sie Mitglied von Bündnis 90/Die Grünen. Von 2018 bis 2019 war sie Vorsitzende des Kreisverbandes Landau von Bündnis 90/Die Grünen, seit 2019 ist sie Fraktionsvorsitzende im Landauer Stadtrat und Sprecherin für Wohnen, Bauen und Mobilität. Sie ist unter anderem Mitglied bei Greenpeace, dem ADFC, der Initiative Psychologie im Umweltschutz und bei Urgewald.

### Landtagsabgeordnete
Heidbreder ist seit Januar 2023 stellvertretende Fraktionsvorsitzende in der Landtagsfraktion. Sie zuständig für die Themen Mobilität, Bauen & Stadtentwicklung, Umwelt, Wissenschaft & Hochschule und Frieden. Sie ist ordentliches Mitglied im Ausschuss für Wissenschaft und Ausschuss für Umwelt und Forsten sowie stellvertretendes Mitglied im Ausschuss für Europa und eine Welt, im Ausschuss für Klima, Energie und Mobilität und im Haushalts- und Finanzausschuss. Seit Oktober 2021 ist sie Vorsitzende der Enquete-Kommission „Konsequenzen aus der Flutkatastrophe in Rheinland-Pfalz: Erfolgreichen Katastrophenschutz gewährleisten, Klimawandel ernst nehmen und Vorsorgekonzepte weiterentwickeln“ des rheinland-pfälzischen Landtags.